# Distrikt Manu
Der Distrikt Manu, alternative Schreibweise: Distrikt Manú, liegt in der Provinz Manu in der Region Madre de Dios in Südost-Peru. Der Distrikt wurde am 26. Dezember 1912 gegründet. Er erstreckt sich über eine Fläche von 8696 km². Beim Zensus 2017 wurden 2488 Einwohner gezählt. Im Jahr 1993 lag die Einwohnerzahl bei 1559, im Jahr 2007 bei 2645. Die Distriktverwaltung befindet sich in der 550 m hoch gelegenen Provinzhauptstadt Salvación mit 1340 Einwohnern (Stand 2017). Der Nationalpark Manú erstreckt sich über den Distrikt.

## Geographische Lage
Der Distrikt Manu liegt im Amazonastiefland zentral in der Provinz Manu. Der Río Manú bildet die nördliche Distriktgrenze. Im Süden reicht der Distrikt bis zu den nördlichen Ausläufern der Cordillera Carabaya.
Der Distrikt Manu grenzt im Nordwesten, im Norden und im Nordosten an den Distrikt Fitzcarrald, im Südosten an den Distrikt Madre de Dios, im Süden an den Distrikt Kosñipata (Provinz Paucartambo), im Südwesten an den Distrikt Yanatile (Provinz Canta), im Westen an die Distrikte Quellouno und Echarati (Provinz La Convención).